# Iljušin Il-276
Iljušin Il-276 (SVTS) (rusky Ил-276 Средний военно-транспортный самолет − СВТС) dříve také známé jako Iljušin Il-214 (Multipurpose Transport Aircraft − MTA) je ruský střední transportní letoun vyvíjený Sjednocenou leteckou korporací (UAC) jako alternativa k letounům Antonov An-12 nebo C-130 Hercules. Původně vznikl ve spolupráci ruské UAC a indické společnosti Hindustan Aeronautics Limited (HAL) pod názvem Il-214. Indie ale od projektu odstoupila. 
Certifikace a zkoušky by měly proběhnout pro civilní i vojenské použití.

## Vývoj
Mezivládní dohoda mezi Ruskem a Indií o společném vývoji a stavbě letounu byla podepsána v roce 2007. Roku 2012 vznikl tým čítající 150 konstruktérů, kteří měli v Bangalore a Moskvě pracovat na návrhu letounu. Roku 2013 byl model letounu prezentován na výstavě Aero India v Bangalore.  Už od ledna 2013 byla, ale spolupráce zemí kvůli nedorozuměním a neshodám přerušena. V lednu 2016 indická strana od projektu odstoupila.. Rusko se později rozhodlo v projektu pokračovat samo.
V červnu roku 2017 bylo tomuto stroji přiděleno nové služební označení Il-276.
V červnu roku 2020 ruské ministerstvo obrany oznámilo, že typ Il-276 byl vybrán jako nový střední vojenský transportní letoun. Očekává se, že nahradí staré turbovrtulové letouny Antonov An-12 a také An-72, které byly vyráběny na Ukrajině. Zahájení letových zkoušek je plánováno na rok 2023, dodání prvních kusů na rok 2026. Podle plánu z roku 2020 by Iljušin měl dosáhnout produkce 12 ks za rok do roku 2029.
Náklady na vývoj byly zpočátku odhadovány na 600 mil. USD a měly být hrazeny rovnocenně Indií a Ruskem. Odhadovaná cena letounu měla být okolo 35-40 mil. USD.

## Konstrukce
Střední transportní letoun Il-276 by měl zaplnit mezeru mezi lehkým transportním letounem Il-112 a velkým Il-76 (Il-476). Podobně jako jiné letouny ve stejné kategorii by se mělo jednat o hornoplošník. Letoun by měl mít zadní sklopnou rampou a ocasní plochy ve tvaru písmene T.
Nosnost by měla být přibližně 20 t, rychlost cca 800 km/h a dolet nejméně 2 000 km při 20 t nákladu. Pohon hornoplošníku mají zajišťovat dva proudové motory (PS-90A-76 nebo PD-14). Počítá se i s využitím letišť s málo nosnou nebo nezpevněnou VPD, v náročných klimatických podmínkách i nadmořských výškách. Letoun by měl být schopen přepravit až 140 vojáků nebo 90 výsadkářů.

## Specifikace (návrh Il-214)
Technické údaje 
- Posádka: 3(4)
- Užitečný náklad: 20 000 kg
- Rozpětí: 39,4 m
- Délka: 39,7 m
- Výška: 12,51 m
- Max. vzletová hmotnost : 68 000 kg
- Pohonná jednotka: 2x dvouproudový motor Aviadvigatěl PD-14M každý o tahu 153 kN, nebo motory PS-90A-76

Výkony
- Maximální cestovní rychlost: 800 km/h
- Dolet s maximálním nákladem: 2 000 km
- Přeletový dolet: 7 300 km
- Dostup: 13 100 m